# T.R.E.N.D.Y. -Paradise from 1997-
T.R.E.N.D.Y. -Paradise from 1997- é o terceiro EP da banda japonesa de rock MUCC, lançado em 24 de junho de 2015 no Japão pela Sony Music. Foi lançado em duas edições: a regular com um CD contendo 7 faixas, e a limitada com um DVD bônus. Em 3 de julho foi lançado fisicamente na Alemanha e França e em 10 de junho nos outros países da Europa pela Gan-Shin.

## Produção
As canções já haviam sido apresentadas durante a turnê na Europa da banda, chamada F#CK THE PAST, F#CK THE FUTURE.
A banda afirmou que T.R.E.N.D.Y. -Paradise from 1997- é um álbum conceitual, misturando o estilo dos anos 90 com o estilo moderno. Tatsurou contou que teve esta ideia após ter ido ao Knotfest no Japão de 2014. A faixa "Rainbow" (レインボー) apresenta a imagem de uma canção popular nos anos 90. "D・f・D (Dreamer from Darkness)" foi desenvolvida entre os estilos metalcore e new metal, misturando então o antigo com o moderno. "Suiren" (睡蓮) inclui EDM e todos os estilos das duas épocas, segundo Miya.
Na gravação do álbum, o guitarrista afirmou que "desta vez o som era o principal, então criei demos e as refiz várias vezes. A parte básica é simples, então montei a programação musical enquanto gravava".
Sobre o nome do álbum, Miya contou que estava em dúvida entre os nomes "Trendy" ou "Paradise", então criou o subtítulo. Também contou que o R invertido na faixa "HATEЯ" é uma homenagem a uma de suas bandas favoritas, Korn. Na penúltima faixa, Miya lembra que "Rendez-Vous é o nome de uma canção de alguma banda de visual kei que ouvi quando criança" (se referindo ao Buck-Tick).

## Recepção
Alcançou décima sétima posição nas paradas da Oricon Albums Chart.

## Faixas[5]
| N.º            | Título                            | Letras         | Música         | Duração |  |
| 1.             | "Suiren" (睡蓮)                   | Tatsurou       | Miya           | 7:05    |  |
| 2.             | "D・f・D (Dreamer from Darkness)" | Tatsurou       | Miya           | 5:22    |  |
| 3.             | "B.L.U.E -Tell me KAFKA-"         | Miya           | Miya           | 5:01    |  |
| 4.             | "HATEЯ"                           | Miya           | Miya           | 4:42    |  |
| 5.             | "Rainbow" (レインボー)            | Tatsurou       | Tatsurou       | 5:21    |  |
| 6.             | "Rendez-Vous"                     | Tatsurou       | Miya           | 5:02    |  |
| 7.             | "Tonight"                         | Tatsurou       | Yukke, Miya    | 6:44    |  |
| Duração total: | Duração total:                    | Duração total: | Duração total: | 39:59   |  |

## Ficha técnica
Mucc
- Tatsurou - vocais principais
- Miya - guitarra, programação
- Yukke - baixo
- SATOchi  - bateria

Músicos participantes
- Tetsuya Kanmuri - vocais de apoio na faixa 7
- Aki (Sid) - refrão na faixa 7
- ROACH - vocais de apoio nas faixas 1, 2, 4 e 7
- Sho (Twisted Harbor Town) - vocais de apoio nas faixas 1, 2, 4 e 7
- H@L (Artema) - vocais de apoio nas faixas 1, 2, 4 e 7